# Ángel Álvarez
Pour les articles homonymes, voir Álvarez.
Ángel Álvarez, né le 26 septembre 1906 et mort le 13 décembre 1983, est un acteur espagnol.
Il est apparu dans 205 films entre 1945 et 1982. Il est probablement surtout connu pour ses rôles dans des films westerns au cours des années 1960 et 1970, dont notamment dans des westerns italiens tels Navajo Joe et Django.

## Filmographie sélective
- 1946 : Unknown Path (en)
- 1947 : Anguish
- 1951 : The Great Galeoto (en)
- 1951 : Our Lady of Fatima
- 1952 : From Madrid to Heaven (en)
- 1952 : Devil's Roundup (en)
- 1952 : Last Day
- 1953 : Hommes en détresse (La guerra de Dios) de Rafael Gil
- 1953 : Airport
- 1955 : Three are Three (en)
- 1956 : Andalusia Express (en)
- 1956 : The Big Lie
- 1956 : Le Plus Beau Jour de sa vie
- 1956 : We Thieves Are Honourable
- 1959 : Tu seras reine (Where Are You Going, Alfonso XII?)
- 1959 : They Fired with Their Lives (en)
- 1959 : Le Lion de Babylone (Der Löwe von Babylon) de Johannes Kai
- 1959 : Luxury Cabin (en)
- 1960 : Carnival Day (en)
- 1960 : One Step Forward
- 1960 : The Two Rivals
- 1961 : Sissi 63 (en)
- 1962 : The Balcony of the Moon (en)
- 1963 : Scaramouche de Antonio Isasi-Isasmendi
- 1963 Le Bourreau de Luis García Berlanga
- 1964 : Tintin et les Oranges bleues de Philippe Condroyer
- 1965 : Currito of the Cross
- 1966 : Django de Sergio Corbucci
- 1966 : Navajo Joe
- 1968 : The Mercenary
- 1969 : Une corde, un Colt...
- 1970 : Adios Sabata
- 1971 : La Folie des grandeurs de Gérard Oury
- 1973 : Ricco